# Largo da Memória
El Largo da Memória es un espacio público histórico ubicado en el centro de la ciudad de São Paulo, Brasil, en el inicio de la rua 7 de Abril (antigua Rua de Palha). Es considerado un símbolo de referencia del proceso de urbanización de la capital del estado de São Paulo. Está delimitado por un triángulo creado naturalmente que, posteriormente, en función de la necesidad de urbanización, se convirtió en las ruas Coronel Xavier de Toledo (anteriormente conocida como Rua do Paredão) y Quirino de Andrade (anteriormente Ladeira do Piques) y la Ladeira da Memória, que dio origen a su nombre. Próximo al Vale do Anhangabaú, actualmente forma parte de la Praça da Bandeira. Creado al fin del periodo colonial, el largo aloja el primero y, por lo mismo, más antiguo monumento de São Paulo, el Obelisco Piques, inaugurado en 1814.
El lugar ya pasó por varias modificaciones, incluyendo en su nombre, se levantaron muros, escaleras y un pórtico. En 1945, Henrique Manzo, sobre la base de la fotografía "Paredão de Piques, Ladeiras da Consolação e da Rua da Palha, 1862", publicada en el Álbum Comparativo da Cidade de São Paulo, de Militão Augusto de Azevedo, pintó la obra histórica llamada Piques, 1860, por encargo del director del Museo Paulista de la época, Afonso d'Escragnolle Taunay.

## Historia
El largo fue construido en el lugar que fue conocido como "Piques", un barranco de forma triangular que servía de entrada y salida de la ciudad de São Paulo para los troperos que transportaban mercaderías. En la época en que fue construido, se utilizaban animales para el transporte de carga y sus dueños acostumbraban hacer una parada ahí para llenar sus recipientes de agua en la fuente del lugar y para que sus animales se abrevaran luego de largas jornadas. Por eso ese sitio se convirtió en un lugar de reunión de los vecinos. 
En el largo también funcionó un mercado de esclavos. Los dueños de esclavos, cuando querían venderlos, los llevaban al Largo do Piques donde los sábados se realizaban las subastas y la venta de éstos. 
En 1814, el gobierno provisorio de la Capitanía de San Pablo, conformado por el obispo Mateus de Abreu Pereira, el oidor Nuno Eugênio Lóssio y por el jefe de escuadra Miguel José de Oliveira Pinto, triunvirato que gobernó entre 1813 y 1814, encargó al ingeniero militar Daniel Pedro Müller la construcción de la Estrada dos Piques, una vía que facilitaría la comunicación entre São Paulo y las ciudades del interior, de un muro de contención y de una nueve fuente (con forma de una pequeña casa). El patrimonio, que se hizo conocido como "Largo da Memória" se ubicaba en la frontera con la "Cidade Nova" (en español: "Ciudad nueva") que etaba al lado opuesto del río Anhangabaú.
A partir de la extensión de las laderas de Pique y da Palha, Müller construyó el largo y la fuente y el material sobrante de otra obra, solicitó al maestro cantero Vicente Gomes Pereira (conocido como Mestre Vicentinho) la construcción del obelisco "a la memoria del celo por el bien público" demostrado por el gobierno. El obelisco hecho en piedra de cantería se ubicaba dentro de una pila de mampostería con barandillas de hierro. La obra celebraba el final de uno de los gobiernos interinos del obispo Dom Mateus o del fin de una sequía que castigó a la región ese año.  El obelisco, también llamado "la pirámide de Piques" es considerado el primer monumento de São Paulo o, como lo definió Roberto Pompeu de Toledo en su libro A Capital da Solidão, la "primera obra inútil" cuya "función no se refería a ningún aspecto práctico de la vida". "La pirámide era señal de que São Paulo dejaba de tener una función de mero puesto avanzado para la conversión de los indios", escribió el autor.
Durante el siglo XIX, fue una de las "puertas de entrada" de la ciudad al situarse en el encuentro de las vías con destino a Sorocaba, Pinheiros, Anastácio y Água Fria,  y un punto importante de encuentro de los moradores de la provincia, viajeros y esclavos atraídos por el agua potable suministrada por la fuente del largo- El agua era captada en el Tanque Reúno, cercano a la ubicación de la actual Praça da Bandeira, pasaba por Piques y seguía hasta llegar al lago central del Jardín Público, actual Parque da Luz Entretanto, según el extinto periódico Correio Paulistano, en 1872 el lugar era abastecido por el Tanque do Bixiga, que existe hasta hoy en la rua 13 de maio.
Al final de ese siglo creció un ficus, Ficus organensis Miquel, también llamado en portugués como Figueira-Brava o Figueira Piques, que en 1986 era considerado "el árbol más conocido de São Paulo". Sin embargo, su importancia histórica y ambiental, como árbol centenario y con el título de árbol principal y más grande, que daba sombra y comodidad a los vecinos y los viajeros que pasaban por el lugar, no impedió que fuese amenazado de ser derrumbado. Luego, esa intención fue revocada. Ese riesgo de tala se debió al nuevo proyecto elaborado para el largo: en 1919, Washington Luís, por la ocasión de las conmemoraciones del centenario de la independencia del Brasil, contrató a Victor Dubugras y José Wasth Rodrigues para proyectar la reforma del largo que le daría las facciones actuales.
Con un estilo neocolonial, el proyecto valorizó el obelisco, introdujo una nueva fuente (en un tanque también llamado como "vasca"), un pórtico con azulejos, escaleras y bancas circulares llamadas también de exedras. En 1922, la Ladeira da Memória se convirtió en el primer lugar público donde aparecía el escudo de la ciudad de Sao Paulo. Los azulejos de la obra con el escudo de la ciudad (elegido en un concurso público ganado por Guilherme de Almeida y Wasth Rodrigues, en 1917) fueron hechos en Inglaterra y pintados y horneados en Brasil en la primera fábrica brasileña para producir fayenza fina, un tipo de cerámica utilizado en lozas como tazas, platos y otros. Ubicada en Santa Catarina, la fábrica era propiedad de Ranzini, un ceramista italiano. Las imágenes en el azulejo confirman lo que el largo es: Memoria. El largo fue protegido por el municipio a inicios de la década de 1970. Además de eso, el proyecto paisajístico mantuvo el ficus en el mismo lugar, gracias al apoyo del concejal Amaral Gurgel, quien expuso en la Cámara Municipal su preocupación con el cuidado que se daba a los árboles del lugar. El ficus sólo tuvo algunas ramas cortadas en la construcción de la estación Anhangabaú, en la década de 1970, algunos metros más abajo. La construcción de los accesos a la estación de metro y la instalación de la terminal de omnibuses en la Praça da Bandeira, al final de la década de 1960, alteraron significativamente el entorno del largo
Durante todo el siglo XX eran frecuentes los reclamos sobre el funcionamiento de la fuente, especialmente con relación a los caños que eran antiguos y requerían un mantenimiento constante. Asimismo, sirvió a la población paulistana y a viajeros con sus animales por décadas,  hasta que en 1872, la fuente fue retirada del Largo da Memória. En esa época, el papel de "puerta de entrada a la ciudad", que en ese entonces dependía de la vía férrea, se trasladó a la Estación de Luz. Las antiguas vías fueron perdiendo importancia hasta ser totalmente sustituidas por el tren.  El hecho se debió a que el sistema ferroviario cambió el eje del transporte de la ciudad, se disminuyó el transporte mediante burros y caballos y los trenes pasaron a ser los protagonistas del transporte, tanto los que venían del interior como del litoral. Sin la fuente, el Largo da Memória perdió bastante de su relevancia.
Debido a la importancia cultural, histórica y arquitectónica de este espacio público para la formación de la ciudad, fue declarado patrimonio histórico estadual en 1975 y municipal en 1991.

### Origen del nombre
El Largo da Memória pasó a tener ese nombre luego de un tiempo, originado en el nombre de la ladera. Su bautizo como tal fue hecho por la Cámara de Concejales porque hasta entonces era conocido como Largo do Pique, cambiado posteriormente a Largo do Piques.  Es polémita la interpretación del origen del nombre "Piques".
Según el historiador Paulo Cursino de Moura, elnombre vendría de lo accidentado del terreno. Un "pique" eran todas las laderas de los alrededores que eran empinadas. Cualquier bajada para el centro del valle era a "pique". Esta locución adverbial, "a pique", degeneró en el habla popular para quedar simplemente como "pique" o "piques" que hacían referencia todas las laderas. La confluencia de los "piques" determinó la generalización del nombre alrededor del largo. Algunos cronistas llegan a interpretar que el nombre "pique" habría sido dado al lugar en razón de una broma de niños que ahí jugaban al "pique", sin embargo, Cursino reconoce que el nombre del juego era una consecuencia del nombre del lugar, que ya existía. 
Para la arquitecta Luciana de Barros MAragliano, la palabra podía representar tanto el apellido de la familia de Lázaro Rodrigues Piques, herrero que habría vivido en las cercanías por los años 1770s, como también podría indicar el pronunciado desnivel existente entre la calle superior (actualmente la rua Xavier de Toledo) y el Vale do Anhangabaú, abajo. Es decir, una ladera empinada.
Para el periodista Roberto Pompeu de Toledo, hay dos posibilidades: la expresión "a pique" (que significa "a plomada" o "verticalmente"), por causa del terreno accidentado que formaba laderas en el entorno del monumento, o que el nombre se debe a una familia del mismo apellido vecina al lugar. En la publicación Largo da Memória del Instituto Itaú Cultural, hay aún más otra hipótesis: "pique" sería usado en el sentido de enfrentarse a alguien, ya que los troperos también resolvían sus disputas en la plaza. 